# Ráj (Mšeno)
Ráj je část města Mšeno v okrese Mělník ve Středočeském kraji. Nachází se asi tři kilometry severozápadně od Mšena v údolí potoka Pšovky. Osadou prochází silnice II/259. Ráj leží v katastrálním území Olešno o výměře 4,44 km².

## Historie
První písemná zmínka o vesnici pochází z roku 1609.

## Obyvatelstvo
Při sčítání lidu v roce 1921 ve vsi žilo 46 obyvatel (z toho 23 mužů), z nichž byl jeden Čechoslovák a 45 Němců. Všichni se hlásili k římskokatolické církvi. Podle sčítání lidu z roku 1930 měla vesnice 46 obyvatel německé národnosti a římskokatolického vyznání.
| Rok            | 1869 | 1880 | 1890 | 1900 | 1910 | 1921 | 1930 | 1950 | 1961 | 1970 | 1980 | 1991 | 2001 | 2011 | 2021 |
| -------------- | ---- | ---- | ---- | ---- | ---- | ---- | ---- | ---- | ---- | ---- | ---- | ---- | ---- | ---- | ---- |
| Počet obyvatel | 80   | 61   | 62   | 49   | 69   | 46   | 46   | 24   | 12   | 5    | 12   | 12   | 11   | 14   | 11   |
| Počet domů     | 12   | 12   | 13   | 13   | 13   | 11   | 13   | 14   | 14   | 3    | 4    | 12   | 11   | 10   | 10   |

## Obecní správa
Při sčítání lidu v letech 1850–1960 Ráj byl osadou obce Olešno, se kterým patřil nejprve do okresu Dubá, ale v roce 1950 v okrese Doksy a od roku 1960 v okrese Mělník. Od 1. července 1960 je částí města Mšeno v okrese Mělník.

## Pamětihodnosti
- Roubená stavení u říčky Pšovky a v příčném údolí
- Buk Na Víně – památný strom (buk lesní) u samoty Víno (přibližné souř. 50°27′35″ s. š., 14°37′5″ v. d.)
- Pomník padlých v první světové válce

## Galerie

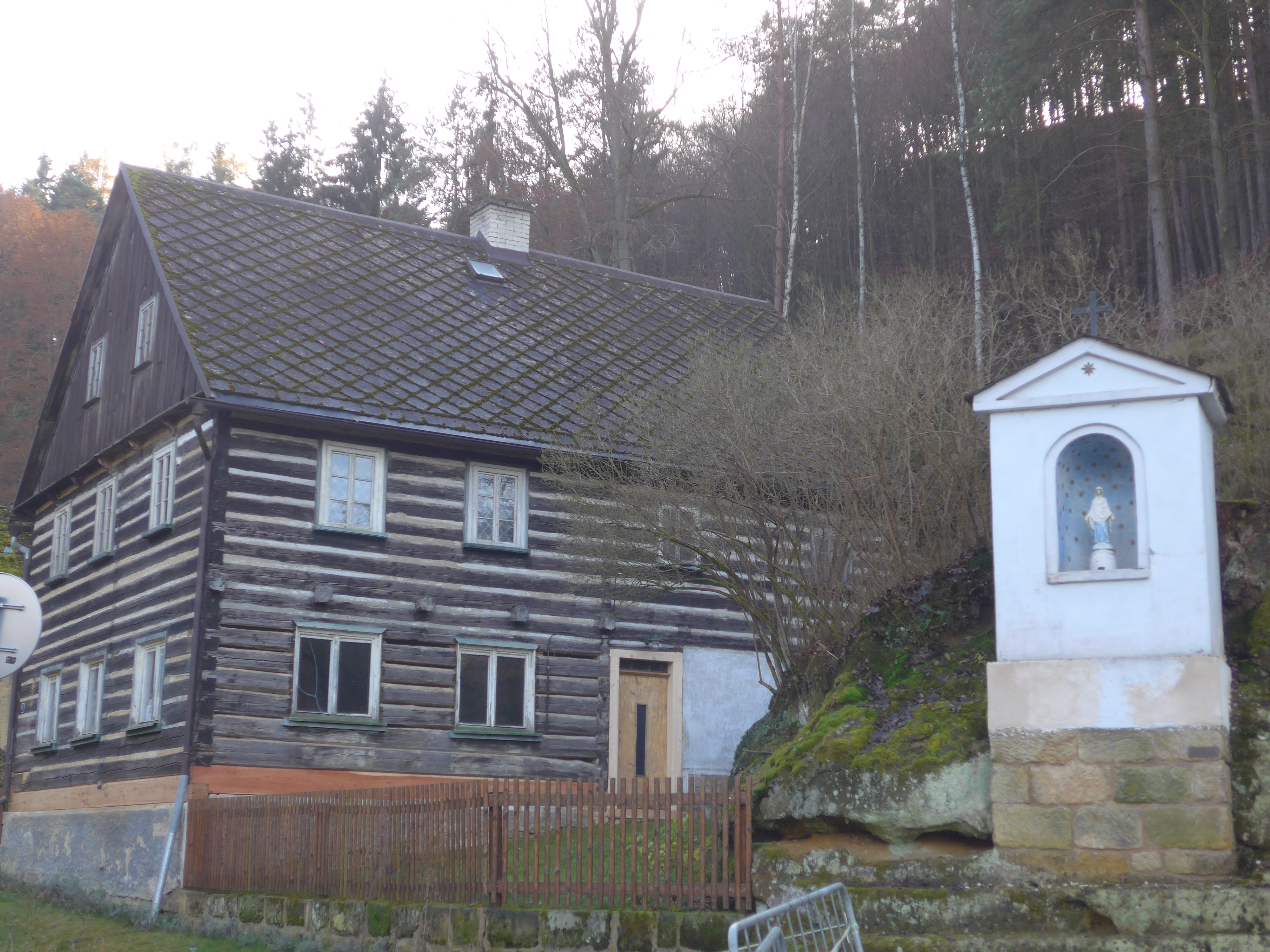
Roubené stavení a kaplička nad říčkou Pšovkou
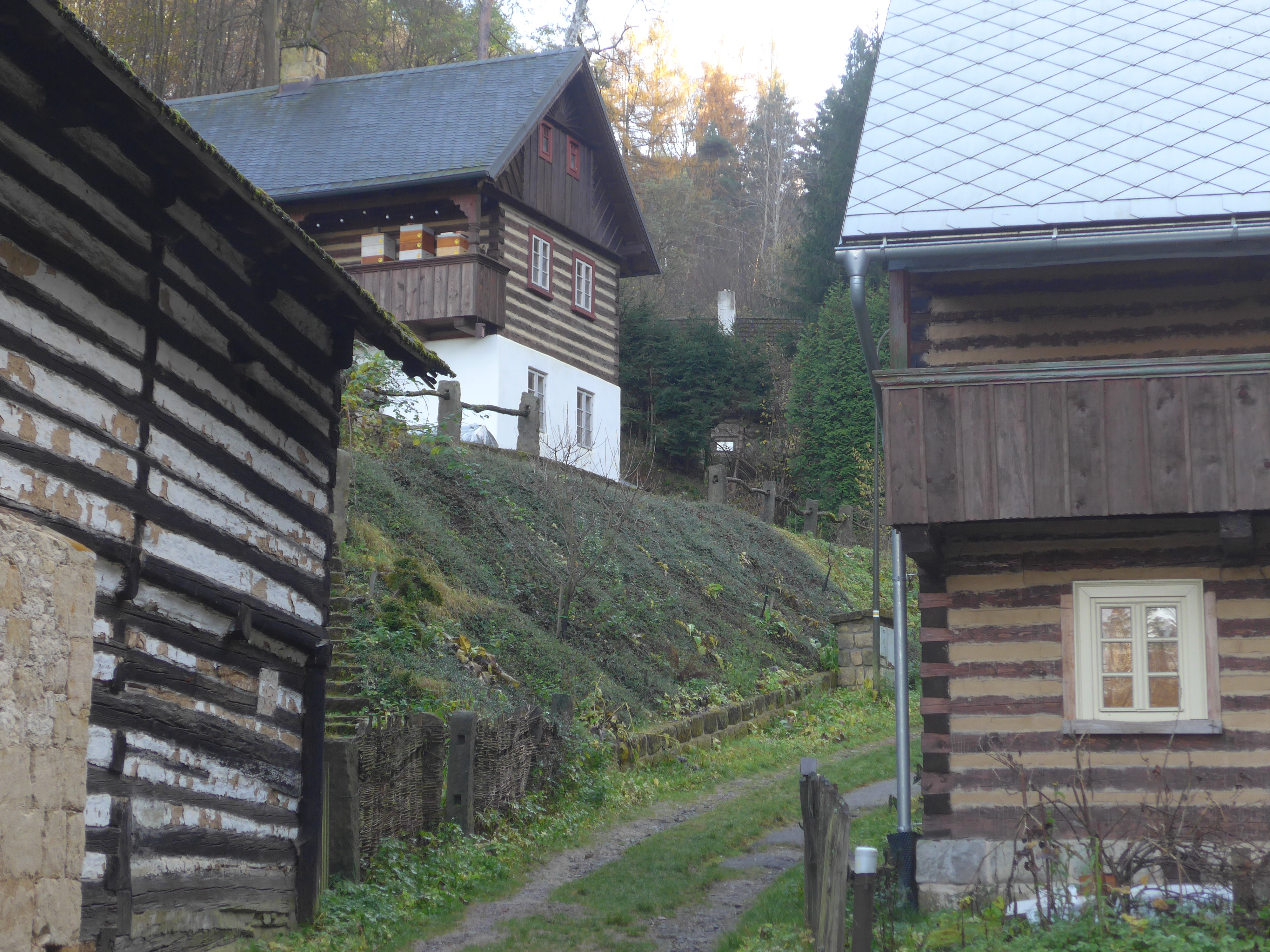
Cesta mezi roubenými chalupami
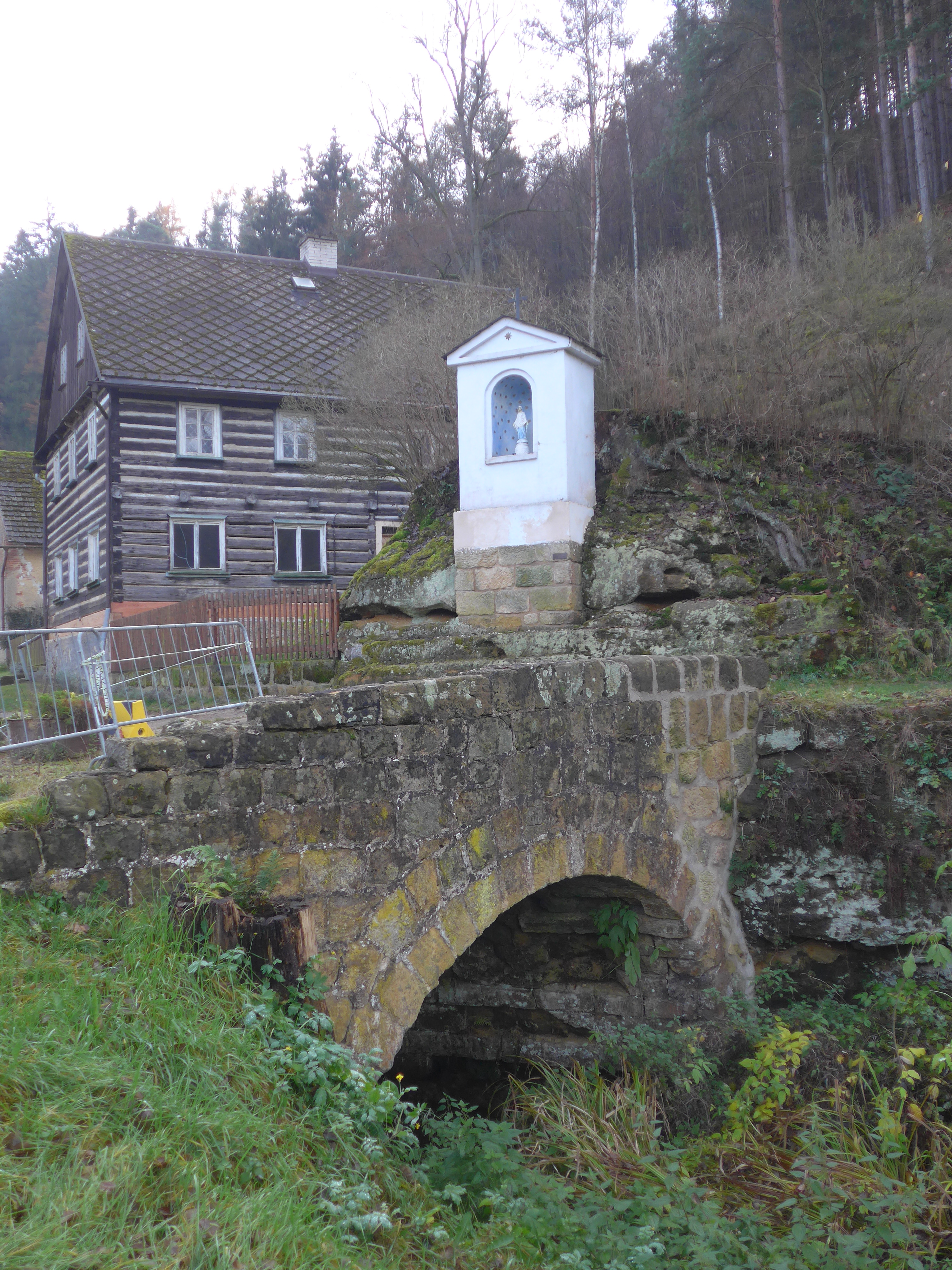
Kamenný most přes říčku Pšovku
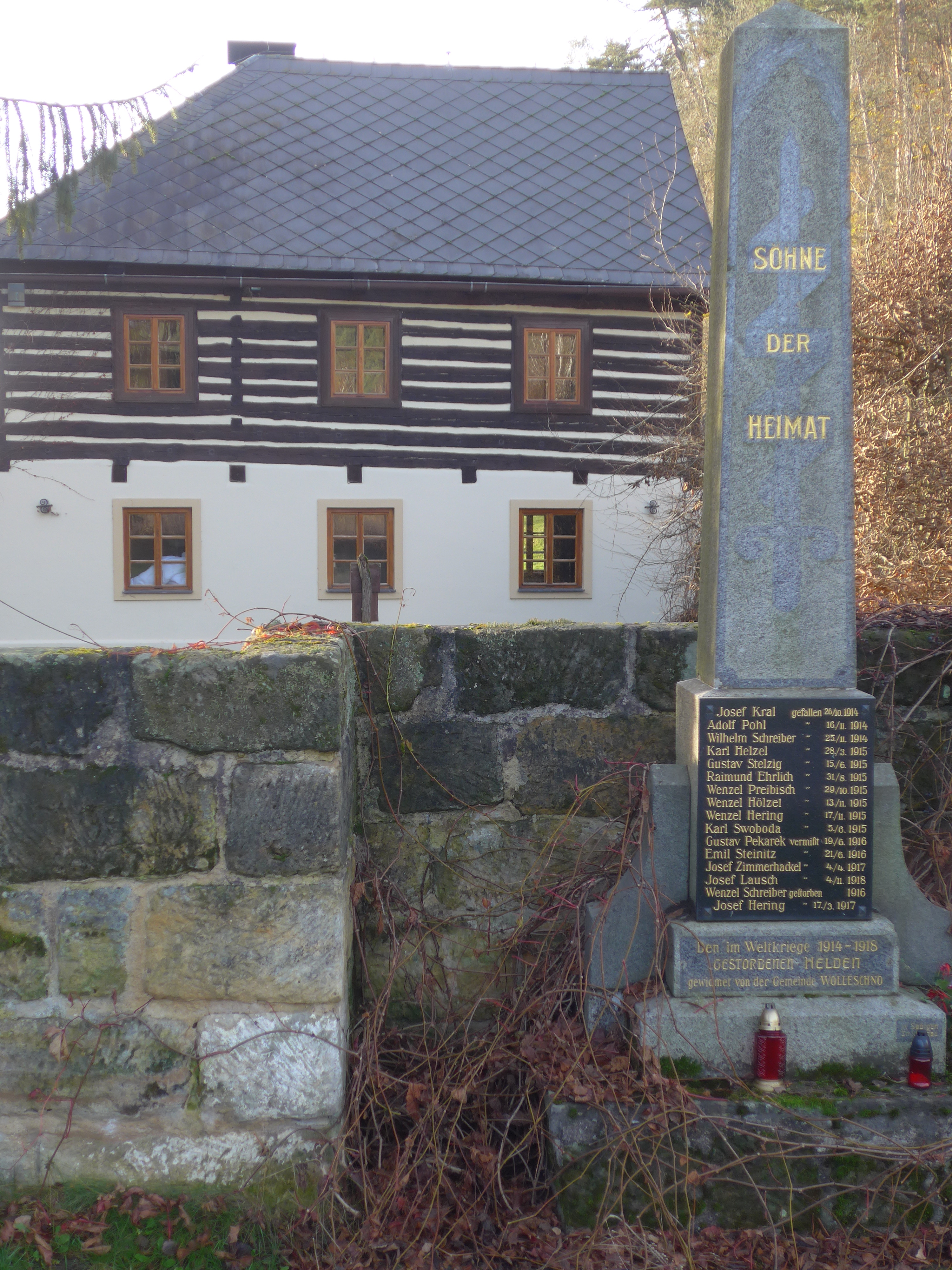
Pomník padlých v první světové válce